# Inácio Saúre
Inácio Saúre, I.M.C. (Balama, 2 de março de 1960) é um prelado da Igreja Católica moçambicano, arcebispo de Nampula.

## Biografia
Após a eclosão da guerra civil, entrou no Seminário da Consolata em Maputo. Frequentou cursos de filosofia e o primeiro ano de teologia no seminário de Santo Agostinho de Matola (1990-1992), continuando em 1993 os estudos teológicos no Instituto Superior de Teologia de Santo Eugênio de Mazenod em Kinshasa e, em 1998, obteve o diploma de bacharel em Teologia Sagrada. Fez sua primeira profissão religiosa no Instituto da Consolata para Missões Estrangeiras (IMC) em 7 de janeiro de 1995 e os votos perpétuos em 15 de maio de 1998.
Foi ordenado sacerdote em 8 de dezembro de 1998. Foi vigário paroquial da paróquia de S. Makusa Lukunga, em Kinshasa, pároco da Paróquia Mater Dei e Superior da Comunidade de Mont-Ngafula (Diocese de Kisantu), diretor da Escola de Informática e Vice Superior Regional. Em 2006, volta a Moçambique para trabalhar na área da formação; entre 2006 e 200,: frequentou pela primeira vez um curso de italiano em Roma, e imediatamente após um curso para mestres de noviços no Instituto Mater Christi de Bobo Diulasso (Burkina Faso). Entre 2008 e 2001, foi reitor do Seminário Médio e Filosófico dos Missionários da Consolata na Matola e desde dezembro do mesmo ano foi Mestre de Noviços no Noviciado Internacional da Consolata em Maputo.
Eleito bispo de Tete pelo Papa Bento XVI em 12 de abril de 2011, foi consagrado na Catedral de Maputo em 22 de maio por Lúcio Andrice Muandula, bispo de Xai-Xai, assistido por Francisco Chimoio, O.F.M. Cap., arcebispo de Maputo e por Francisco Lerma Martínez, I.M.C., bispo de Gurué. Fez sua entrada na Diocese em 5 de junho.
Em 11 de abril de 2017, o Papa Francisco o promoveu a arcebispo metropolitano de Nampula. Fez sua entrada na Catedral em 11 de junho.
Em 2015, fez uma visita ad limina ao Papa Francisco.
É o atual presidente da Conferência Episcopal de Moçambique.